# پارک منطقه‌ای

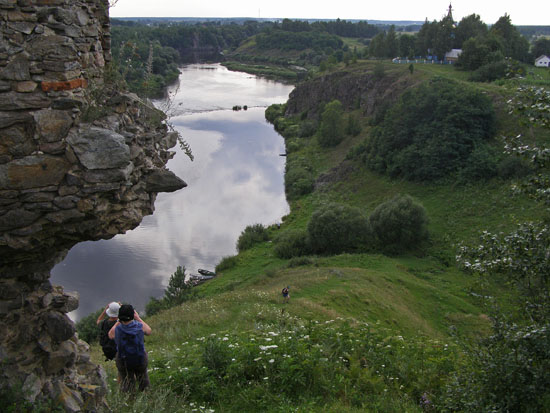
پارک چشم‌انداز منطقه‌ای نادسلوچانسکی

پارک منطقه‌ای (به انگلیسی: Regional park)، ناحیه‌ای از زمین است که به دلیل زیبایی طبیعی، منافع تاریخی، استفاده تفریحی یا دلایل دیگر حفظ شده و تحت مدیریت نوعی حکومت محلی است.

### ایرلند
پارک‌های منطقه‌ای ایرلند که از پارک‌های ملی در جمهوری ایرلند که به‌طور مرکزی تحت مالکیت و اداره خدمات پارک‌های ملی و حیات وحش این ایالت هستند، متمایز هستند، توسط مقامات محلی فردی در ایرلند مدیریت و اداره می‌شوند. به عنوان مثال می‌توان به پارک منطقه‌ای Ballincollig (مدیریت شورای شهر کورک)، پارک منطقه‌ای هزاره (شورای شهرستان فینگال)، و پارک منطقه‌ای Malahide Demesne (همچنین شورای شهرستان فینگال) اشاره کرد.